# Герстенбергер, Иоганн Готлибович
Иоганн (Иоганнес) Готлибович Герстенбергер (29 июня 1862, Березина-Когильник, Объединённое княжество Валахии и Молдавии — 25 мая 1930, Амара (Тамурка), жудеца Четатя Албэ, Нистру, Королевство Румыния) — крестьянин, депутат Государственной думы Российской империи II созыва от Бессарабской губернии.

## Биография
Из семьи немецких колонистов села Березина. Отец — Иоганн Готлиб (Johann Gottlieb Gerstenberger, 1823—1900), родился в Бессарабии (село Березина), мать — Каролина (урождённая Нусске, 1834—1900), уроженка села Лейпциг в Бессарабии. Обучался в частном пансионе. Владел земельным наделом площадью в 412 десятин. Состоял в Бессарабской партии центра.
7 февраля 1907 избран в Государственную думу Российской империи II созыва от общего состава выборщиков Бессарабского губернского избирательного собрания. Вошёл в состав фракции «Союза 17 октября» и в Группу умеренных. Состоял членом думской Аграрной комиссии. Поставил свою подпись от законодательным заявлением об изменении денежной системы.
Детали дальнейшей судьбы неизвестны.

## Семья
- Первая жена — Доротея урождённая Краусс (29 июня 1862—1900)[3]
  - Сын — Александр[3]
  - Сын — ?[3]
- Вторая жена с 15.11.1901 — Амалия Мальвина урождённая Юндт (Amalie Malwine Jundt, 1875—?)[1]
  - Дочь — Меллита (1903, Валериановка, Бессарабия — ?)[1]
- Братья — Христиан, Готфрид, Адольф, Самуил и Готлиб.